# Steinbuch (Michelstadt)
Steinbuch (odenwälderisch Staabusch) ist der nach Einwohnern kleinste Stadtteil von Michelstadt im südhessischen Odenwaldkreis.

## Geografische Lage
Das offene Waldhufendorf mit regellosem Grundriss Steinbuch liegt im Buntsandstein-Odenwald im oberen Teil des Steinbachtals, ca. 4 km nordwestlich von Erbach und 3,3 km westlich der Kernstadt. Der Steinbach fließt in östlicher Richtung ab und mündet im Stadtteil Steinbach in die Mümling. Das Gebiet des Stadtteils besteht aus der Gemarkung Steinbuch mit einer Fläche von 330 Hektar, davon sind 43 Hektar Wald. Die Ortslage befindet sich auf 282 bis 370 m ü. NHN und der höchste Punkt der Gemarkung ist 425 Meter hoch und liegt auf der Kammlinie, die das Mümlingtal vom Mossautal trennt und gleichzeitig die Westgrenze der Steinbucher Gemarkung bildet. Die Aufteilung der Feldflur rings um die Ortslage lässt das typische Streifenmuster eines Waldhufendorfes erkennen, angepasst an die halbgerundete Talform.
An den Stadtteil Steinbuch grenzen, von Norden beginnend, im Uhrzeigersinn, die Michelstädter Stadtteile Rehbach und Steinbach und der Mossautaler Ortsteil Ober-Mossau. Durch den Ort verläuft die Kreisstraße 50, die in Steinbach von der Bundesstraße 47 nach Westen abzweigt und nach Ober-Mossau führt, wo sie in die Landesstraße 3260 mündet.

## Geschichte

### Ortsgeschichte
Die älteste, erhalten gebliebene urkundliche Erwähnung von Steinbuch datiert von 1329, als die Johanniterkommende Ober-Mossau ihr Gut zu Steinbuch verkaufte.
Das Gewinnen von Pottasche, um Schmierseife zu produzieren und für die Glasherstellung, war lange Zeit ein bedeutender Erwerbszweig der Bewohner. Der Name des Walddistriktes „Pottaschenbuckel“ erinnert noch daran.
Im Dreißigjährigen Krieg kamen alle Bewohner – bis auf drei – ums Leben.
Steinbuch gehörte zum Amt Fürstenau der Grafschaft Erbach-Fürstenau, die mit der Mediatisierung 1806 Teil des Großherzogtums Hessen wurde. Ab 1822 gehörte Steinbuch zum Landratsbezirk Erbach, ab 1852 zum Kreis Erbach (ab 1939: „Landkreis Erbach“), der – mit leichten Grenzberichtigungen – seit 1972 Odenwaldkreis heißt. Zum 1. Februar 1972 schloss sich bis dahin selbständige Gemeinde Steinbuch im Zuge der Gebietsreform in Hessen freiwillig der Stadt Michelstadt an. Wie für alle nach Michelstädt eingegliederten ehemaligen Gemeinden wurde auch für Steinbuch ein Ortsbezirk eingerichtet.
Bis zur Trennung der Rechtsprechung von der Verwaltung sind die Ämter neben der Verwaltung für die Rechtsprechung (meist Niedere Gerichtsbarkeit bzw. Erste Instanz) zuständig. Nach Auflösung des Amtes Fürstenau 1822 nahm die erstinstanzliche Rechtsprechung für Steinbuch das Landgericht Michelstadt wahr, ab 1879 das Amtsgericht Michelstadt.

### Verwaltungsgeschichte im Überblick
Die folgende Liste zeigt die Staaten und Verwaltungseinheiten, denen Steinbuch angehört(e):
- vor 1718: Heiliges Römisches Reich, Grafschaft Erbach, Amt Michelstadt (Zent Michelstadt)
- ab 1718: Heiliges Römisches Reich, Grafschaft Erbach (Erbach-Fürstenauer Linie), Amt Fürstenau
- ab 1806: Großherzogtum Hessen (Souveränitätslande),[Anm. 2] Fürstentum Starkenburg, Amt Fürstenau (zur Standesherrschaft Erbach gehörig)
- ab 1815: Großherzogtum Hessen[Anm. 3] (Souveränitätslande), Provinz Starkenburg, Amt Fürstenau (zur Standesherrschaft Erbach gehörig)
- ab 1820: Großherzogtum Hessen, Provinz Starkenburg, standesherrliches Amt Fürstenau
- ab 1822: Großherzogtum Hessen, Provinz Starkenburg, Landratsbezirk Erbach[Anm. 4]
- ab 1848: Großherzogtum Hessen, Regierungsbezirk Erbach
- ab 1852: Großherzogtum Hessen, Provinz Starkenburg, Kreis Erbach
- ab 1871: Deutsches Reich,[Anm. 5] Großherzogtum Hessen, Provinz Starkenburg, Kreis Erbach
- ab 1918: Deutsches Reich, Volksstaat Hessen,[Anm. 6] Provinz Starkenburg, Kreis Erbach
- ab 1938: Deutsches Reich, Volksstaat Hessen, Landkreis Erbach[8][Anm. 7]
- ab 1945: Amerikanische Besatzungszone,[Anm. 8] Groß-Hessen, Regierungsbezirk Darmstadt, Kreis Erbach
- ab 1946: Amerikanische Besatzungszone, Hessen, Regierungsbezirk Darmstadt, Landkreis Erbach
- ab 1949: Bundesrepublik Deutschland, Hessen, Regierungsbezirk Darmstadt, Landkreis Erbach
- ab 1972: Bundesrepublik Deutschland, Hessen, Regierungsbezirk Darmstadt, Odenwaldkreis, Stadt Michelstadt[Anm. 9]

### Bevölkerung
Einwohnerstruktur 2011
Nach den Erhebungen des Zensus 2011 lebten am Stichtag dem 9. Mai 2011 in Steinbuch 555 Einwohner. Darunter waren 33 (9,9 %) Ausländer.
Nach dem Lebensalter waren 87 Einwohner unter 18 Jahren, 216 zwischen 18 und 49, 132 zwischen 50 und 64 und 123 Einwohner waren älter. Die Einwohner lebten in 231 Haushalten. Davon waren 54 Singlehaushalte, 78 Paare ohne Kinder und 72 Paare mit Kindern, sowie 21 Alleinerziehende und 6 Wohngemeinschaften.
Einwohnerentwicklung
| Quelle: Historisches Ortslexikon |                                                                    |
| • 1623:                          | 12 Häuser mit 63 Einwohnern                                        |
| • 1961                           | 465 evangelische (= 86,11 %), 70 katholische (= 12,96 %) Einwohner |

| Steinbuch: Einwohnerzahlen von 1829 bis 2024 | Steinbuch: Einwohnerzahlen von 1829 bis 2024 | Steinbuch: Einwohnerzahlen von 1829 bis 2024 | Steinbuch: Einwohnerzahlen von 1829 bis 2024 | Steinbuch: Einwohnerzahlen von 1829 bis 2024 |
| --- | -------------------------------------------- | -------------------------------------------- | -------------------------------------------- | -------------------------------------------- |
| Jahr |                                              |                                              |                                              | Einwohner                                    |
| 1829 | 1829                                         |                                              | 339                                          | 339                                          |
| 1834 | 1834                                         |                                              | 362                                          | 362                                          |
| 1840 | 1840                                         |                                              | 397                                          | 397                                          |
| 1846 | 1846                                         |                                              | 475                                          | 475                                          |
| 1852 | 1852                                         |                                              | 429                                          | 429                                          |
| 1858 | 1858                                         |                                              | 458                                          | 458                                          |
| 1864 | 1864                                         |                                              | 459                                          | 459                                          |
| 1871 | 1871                                         |                                              | 483                                          | 483                                          |
| 1875 | 1875                                         |                                              | 476                                          | 476                                          |
| 1885 | 1885                                         |                                              | 468                                          | 468                                          |
| 1895 | 1895                                         |                                              | 441                                          | 441                                          |
| 1905 | 1905                                         |                                              | 437                                          | 437                                          |
| 1910 | 1910                                         |                                              | 438                                          | 438                                          |
| 1925 | 1925                                         |                                              | 479                                          | 479                                          |
| 1939 | 1939                                         |                                              | 475                                          | 475                                          |
| 1946 | 1946                                         |                                              | 607                                          | 607                                          |
| 1950 | 1950                                         |                                              | 616                                          | 616                                          |
| 1956 | 1956                                         |                                              | 573                                          | 573                                          |
| 1961 | 1961                                         |                                              | 540                                          | 540                                          |
| 1967 | 1967                                         |                                              | 548                                          | 548                                          |
| 1970 | 1970                                         |                                              | 527                                          | 527                                          |
| 1980 | 1980                                         |                                              | ?                                            | ?                                            |
| 1990 | 1990                                         |                                              | ?                                            | ?                                            |
| 2000 | 2000                                         |                                              | ?                                            | ?                                            |
| 2011 | 2011                                         |                                              | 555                                          | 555                                          |
| 2016 | 2016                                         |                                              | 554                                          | 554                                          |
| 2019 | 2019                                         |                                              | 521                                          | 521                                          |
| 2024 | 2024                                         |                                              | 546                                          | 546                                          |
| Datenquelle: Historisches Gemeindeverzeichnis für Hessen: Die Bevölkerung der Gemeinden 1834 bis 1967. Wiesbaden: Hessisches Statistisches Landesamt, 1968. Weitere Quellen: LAGIS; Stadt Michelstadt; Zensus 2011 |                                              |                                              |                                              |                                              |

## Politik
Ortsbeirat
Für Steinbuch besteht ein Ortsbezirk (Gebiete der ehemaligen Gemeinde Steinbuch) mit Ortsbeirat und Ortsvorsteher, nach Maßgabe der §§ 81 und 82 HGO und des Kommunalwahlgesetzes in der jeweils gültigen Fassung gebildet. Der Ortsbeirat besteht aus fünf Mitgliedern. Bei den Kommunalwahlen in Hessen 2021 betrug die Wahlbeteiligung zum Ortsbeirat Steinbuch 65,77 %. Alle Kandidaten gehörten der Bürgerliste Steinbuch an. Der Ortsbeirat wählte Andreas Kräuter zum Ortsvorsteher.

## Verkehr und Infrastruktur
Steinbuch liegt an der Kreisstraße K 50, die von der Kernstadt Michelstadt über Steinbach im Osten nach Ober-Mossau im Westen führt.

## Kultur
Kulturdenkmäler
In der Liste der Kulturdenkmäler in Michelstadt  sind für Steinbuch zwei Kulturdenkmäler aufgeführt.